# Anisodes pallida
Anisodes pallida là một loài bướm đêm trong họ Geometridae.